# スルターン・ビン・アフマド
スルターン・ビン・アフマド・アル・ブーサイーディー（1804年没）はオマーン・ブーサイード朝4代目のスルターン（在位: 1792年 - 1804年）。

## 即位まで
スルターン・ビン・アフマドはイマームにしてスルターンのアフマド・ビン・サイード・アル＝ブーサイーディの息子として生まれた。1781年初めに彼とその兄弟サイーフはマスカット港を防衛していたアル・ミーラーニー要塞およびアル・ジャラーリー要塞を支配するに至った。マスカット知事が要塞を取り戻そうとしたとき、スルターンとサイーフは町を砲撃した。2人の兄弟は強力なシャイフ・サルカール（Sheikh Sarkar、1781年4月に首都に進軍した）の協力を得た。彼らの父は恩赦に同意し、反抗的な息子達による両要塞の保有を認めた。後に彼は気が変わり、アル・ミーラーニー要塞を取り戻したが、兄弟はその後も数ヶ月にわたってアル・ジャラーリー要塞を保持し続けた。その後に彼らは自身の兄弟サイード・ビン・アフマドを誘拐した。彼らの父イマームは1782年1月マスカットに急行した。ミーラーニー要塞の司令官に対しジャラーリー要塞へ火を放つよう命令し、自らの艦隊を要塞の東側から攻撃に合流させた。その最中にサイード・ビン・アフマドは看守を買収し、脱出に成功した。孤立し人質を失った兄弟は降伏した。イマームはさらなる反乱を防ぐため、サイーフを捕らえ監視下に置いた。
1783年、父の死に伴いサイード・ビン・アフマドがイマームに選ばれ首都ルスタークの領有権を得た。スルターンとサイーフはシャイフ・サルカールに対し、王位を手に入れる為シェマル族の協力を得たいと依頼した。シャイフはアル・ジャジーラ・アル・ハムラー、シャールジャ、ラムス、ホール・ファッカーン（全て今日のアラブ首長国連邦領）を攻略した。サイードは反撃したが、これらの町を取り戻せなかった。しかし兄弟は国外に逃れた方が安全だと感じ始めた。サイーフは東アフリカに行き、同地で領主になろうとしたもののまもなく死亡した。スルターンはバルーチスターン・マクラーン海岸のグワーダルに逃れた。同地の領主は彼を保護し、グワーダルを与えた。
サイード・ビン・アフマドは急速に支持を失っていった。1785年の終り近く、豪族の一団が彼の兄弟カイス・ビン・アフマドをイマームに選んだ。この反乱はすぐに収束した。1786年、サイードの息子ハマド・ビン・サイードはなんとかマスカットおよびその要塞を手にした。オマーン内の要塞は次々ハマド側についた。サイードは世俗権力を全て失うことになった。ハマドはシャイフの称号を手にし、マスカットに宮廷を置いた。サイード・ビン・アフマドはルスタークに留まり、依然としてイマームの称号を名乗り続けたが、これは権力の伴わない純粋に宗教的な称号であった。ハマドは1792年に亡くなった。

## 治世
バルーチスタンからオマーンに舞い戻ったスルターン・ビン・アフマドはマスカットを手にした。身内争いを避けるため、バルカーでの会談にて兄弟サイードのイマームとしての地位を認め、またカイス・ビン・アフマドにソハールを割譲した。1798年、スルターンはイギリス東インド会社と条約を締結した。1800年にはワッハーブ派が北部から侵攻し、ブライミのオアシスを占領してスルターンの兄弟カイスをソハルに包囲した。
スルターンは1804年、バスラ遠征の途上で亡くなった。彼はムハンマド・ビン・ナスル・ビン・ムハンマド・アル＝ジャブリー（Mohammed bin Nasir bin Mohammed al-Jabry）を摂政および2人の息子サリームおよびサイードの後見人に指名した。